# Susanoo
Susanoo (須佐之男 (スサノオ)?), även romaniserat som Susano-o, Susa-no-O, Susano'o och Susano-wo, och även känd som Takehaya Susanoo-no-Mikoto (建速須佐之男命?), är havets och stormens kami (gud) inom japansk mytologi. Han är son till Izanagi, bror till Amaterasu och Tsukuyomi, far till Suseri-Bime, och make till Kushinadahime. 

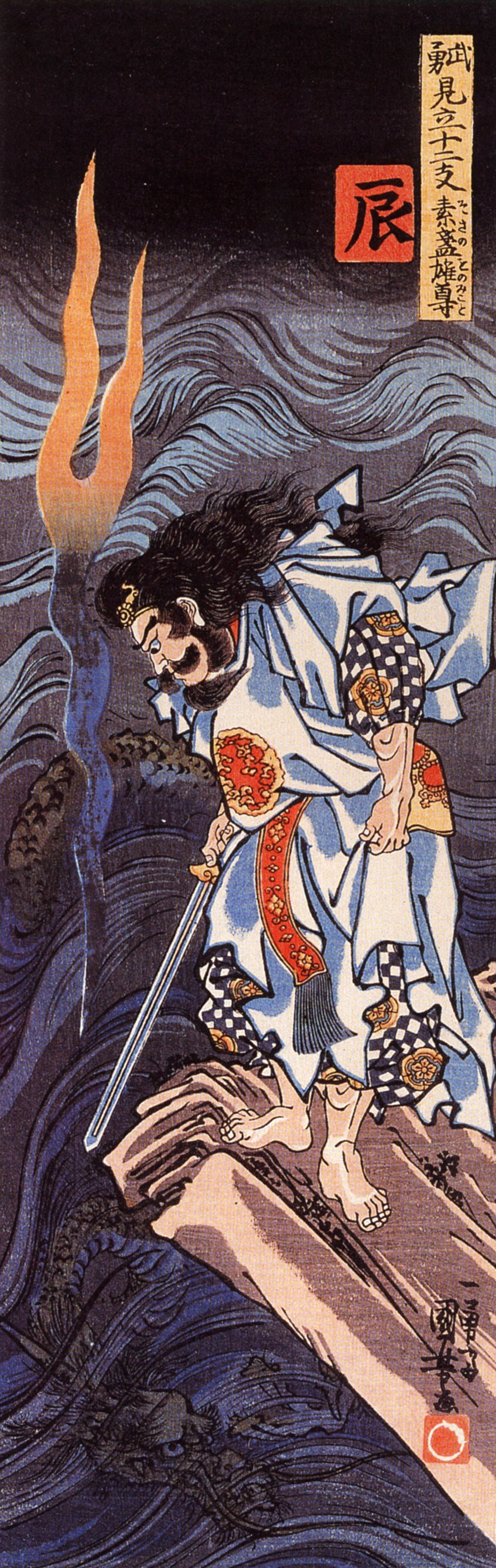
Susanoo no mikoto

Susano deltog i skapandet av de japanska öarna men förknippas mest med sitt vilda lynne och sin benägenhet till förstörelse och tvedräkt. Han förvisades först till underjorden för att senare på nåder återges en plats i himlen. Där visade sig han dock vara oförbätterlig och förpassades slutligen till Izumoregionen. 
I en berättelse om honom räddar han dock en gudinna från en drake med åtta svansar och åtta huvuden vid namn Yamata no Orochi.